# Chaetodon oxycephalus
Chaetodon oxycephalus е вид бодлоперка от семейство Chaetodontidae. Видът не е застрашен от изчезване.

## Разпространение и местообитание
Разпространен е в Австралия, Британска индоокеанска територия, Индонезия, Малайзия, Малдиви, Мианмар, Микронезия, Палау, Папуа Нова Гвинея, Соломонови острови, Тайланд и Филипини.
Обитава крайбрежията на морета и рифове. Среща се на дълбочина от 10 до 40 m, при температура на водата от 27,1 до 28,5 °C и соленост 34,5 ‰.

## Описание
На дължина достигат до 25 cm.
Популацията на вида е стабилна.